# Armando Favalli
Armanno Favall (20. května 1939, Robecco d'Oglio, Italské království – 10. června 1965, Calvatone, Itálie) byl italský fotbalový útočník.

## Kariéra

### Klubová
Debutoval v třetiligové Cremonese v roce 1957. Následující sezoně jej zkoušel Milán, se kterým odehrál několik přátelských zápasů. Nakonec odešel do  se přestěhoval do Brescia, kde zůstal pět sezón, všechny ve 2. lize. V roce 1964 do prvoligové Foggie. Po sezoně, když jel domů do Cremony, zahynul ve svém voze při dopravní nehodě. Bylo mu 26 let. Incident zanechal celý italský fotbal v šoku.

### Reprezentační
Za olympijskou reprezentaci neodehrál žádné utkání. Byl v nominaci na OH 1960, kde obsadil 4. místo.

## Úspěchy

### Reprezentační
- 1x na OH (1960)